# Open de l'île de Man
L'Open de l'île de Man est un tournoi annuel d'échecs organisé à Port Erin (de 1992 jusqu'en 2007) puis à Douglas depuis 2014. C'est, avec le tournoi de Hastings, le plus fort open britannique d'échecs depuis les années 1990.
Les meilleurs joueurs mondiaux sont invités aux tournois « Grand suisse FIDE » de 2019 et 2023. Ces tournoi qualifient un joueur (en 2019) puis deux (en 2024) pour le tournoi des candidats qualificatif pour le championnat du monde d'échecs.

## Histoire du tournoi
De 1992 à 2007, l'open était organisé à Port Erin et sponsorisé par Monarch Insurance. Il a lieu en septembre-octobre ou novembre-décembre et est sponsorisé par la société Chess.com depuis 2016.
Le champion du monde Magnus Carlsen a remporté le tournoi en 2017. Les champions du monde Vladimir Kramnik (quatrième en 2017 et troisième en 2018), Rustam Qosimjonov (en 2017) et Viswanathan Anand (deuxième en 2017) ont également participé au tournoi ainsi que les finalistes du championnat du monde : Viktor Kortchnoï (en 2004), Nigel Short (vainqueur en 1998 et 2014), Alexeï Chirov (en 2016 et 2018), Fabiano Caruana (covainqueur en 2016 et 2019), Michael Adams (en 2014, 2016 et 2017), Jan Timman (en 2015), Péter Lékó (en 2017), Boris Guelfand (en 2018) et Sergueï Kariakine (en 2018).

## Organisation
L'open de l'île de Man est un tournoi organisé suivant le système suisse en neuf rondes. L'édition de 2019 compte onze rondes.

## Palmarès de l'open Monarch Insurance à Port Erin (de 1992 à 2007)
1. 1992 : Colin McNab : 7 points[1]
2. 1993 : Dharshan Kumaran : 7,5 points[2]
3. 1994 : Bogdan Lalić : 7 points[3]
4. 1995 : Julian Hodgson, Tony Miles, Matthew Sadler, Vadim Milov et Alexander Baburin : 6,5 points[4]
5. 1996 : Vladislav Tkachiev : 7 points[5]
6. 1997 : Alexander Baburin : 8 points sur 9 (victoire avec 2 points d'avance sur les autres joueurs)[6]
7. 1998 : Nigel Short et Emil Sutovsky : 7 points[7]
8. 1999 : Sergueï Chipov et Emil Sutovsky : 6,5 points[8]
9. 2000 : Mark Hebden : 7,5 points[9]
10. 2001 : Mikhaïl Oulybine : 6,5 points[10]
11. 2002 : Vladimir Epichine : 7 points[11]
12. 2003 : Simen Agdestein et Smbat Lputian : 7 points[12]
13. 2004 : Ehsan Ghaem Maghami et Piotr Kiriakov : 7 points[13]
14. 2005 : Aleksandr Arechtchenko et Alexander Shabalov : 7 points[14]
15. 2006 : Aleksandr Arechtchenko et Sergueï Volkov : 7 points[15]
16. 2007 ; Mateusz Bartel, Vitali Golod, Zahar Efimenko, Iouri Iakovitch, Michael Roiz et Mikhaïl Kobalia : 6,5 points[16]

## Championnat des îles britanniques (2005)
En 2005, le championnat britannique fut organisé du 1er au 13 août sur l'île de Man. Ce tournoi en onze rondes fut remporté par Jonathan Rowson avec 8,5 points sur 11.

## Palmarès de l'open PokerStars à Douglas (2014 et 2015)
- 2014 : Nigel Short : 7,5 points[18]
- 2015 : Pentala Harikrishna, Laurent Fressinet et Gabriel Sargissian : 7 points[19]

## Palmarès de l'open Chess.com à Douglas (2016 à 2018)
- 2016 : Fabiano Caruana et Pavel Eljanov : 7,5 points ; Arkadij Naiditsch : 7 points[20]
- 2017 : Magnus Carlsen : 7,5 points ; Viswanathan Anand et Hikaru Nakamura : 7 points[21]
- 2018 : Radosław Wojtaszek et Arkadij Naiditsch : 7 points ; Wojtaszek bat Naiditsch en match de départage (2 à 1)[22]

## Tournois Grand Suisse FIDE à Douglas (2019 et 2023)
- 2019 : Wang Hao : 8 points / 11
- 2023 : Vidit Santosh Gujrathi : 8,5 points / 11

En 2019, le tournoi de l'île de Man est qualificatif pour le tournoi des candidats au championnat du monde d'échecs qui a lieu en 2020-2021. Il est baptisé le tournoi Grand Suisse FIDE chess.com. Les cent premiers joueurs mondiaux sont invités,.
Le tournoi a lieu du 10 au 21 octobre 2019 à l'hôtel Comis à l'ouest de Douglas avec 154 joueurs présents au début du tournoi après le retrait de Anish Giri et Leinier Domínguez qui ont annulé leur participation.
Le tournoi est remporté par Wang Hao (8 points sur 11) au départage devant Fabiano Caruana (8 points sur 11).
Six joueurs terminent avec 7,5 points sur 11 : Alekseïenko (3e), Aronian (4e), Antón Guijarro (5e), Carlsen (6e), Nakamura (7e) et Vitiougov (8e).
Cinq joueurs finissent avec 7 points sur 11 : Grichtchouk, Paravian, Howell, Vidit et Lë Quang Liem.
En 2021, le tournoi Grand Suisse FIDE 2021 est organisé en octobre et novembre à Riga en Lettonie.
En 2023, le tournoi Grand Suisse FIDE est à nouveau disputé à Douglas et qualifie deux joueurs pour le tournoi des candidats de 2024. Il remporté par Vidit Santosh Gujrathi (8,5 / 11) devant Hikaru Nakamura (8 / 11) qui se qualifient pour le tournoi des candidats au Championnat du monde d'échecs 2024.